# Alberto Bettiol
Alberto Bettiol, född 29 oktober 1993 i Poggibonsi, är en italiensk professionell landsvägscyklist.

## Karriär
Bettiol har cyklat professionellt sedan 2014. Bland hans meriter kan nämnas 1 etappvinst i Giro d'Italia. År 2019 vann Bettiol Flandern runt och 2024 vann han Milano–Turin.